# Troy (New York)
Troy je grad u američkoj saveznoj državi New York. Prema popisu stanovništva iz 2010. u njemu je živjelo 50.129 stanovnika.